# Solnhofenamia elongata
Solnhofenamia elongata è un pesce osseo estinto, appartenente agli amiiformi. Visse nel Giurassico superiore (Kimmeridgiano - Titoniano, circa 150 - 145 milioni di anni fa) e i suoi resti fossili sono stati ritrovati in Germania e in Francia.

## Descrizione
Questo pesce era dotato di un corpo allungato e snello, soprattutto se rapportato a quello della maggior parte dei suoi stretti parenti, come Callopterus e Amiopsis. La pinna dorsale, inoltre, era leggermente più ampia rispetto a quella di Amiopsis. Le scaglie che ricoprivano il corpo di Solnhofenamia erano di tipo ganoide, ma erano già notevolmente ridotte rispetto a quelle di altri pesci ganoidi più antichi o contemporanei. La colonna vertebrale era già completamente ossificata. Solnhofenamia era caratterizzato dalla presenza di un anello sclerotico, di un osso suborbitale e di un opercolo estremamente ampio. Il numero di supraneurali era ridotto (un numero compreso tra i 5 e i 14), mentre i centri vertebrali erano dotati di lati lisci. 

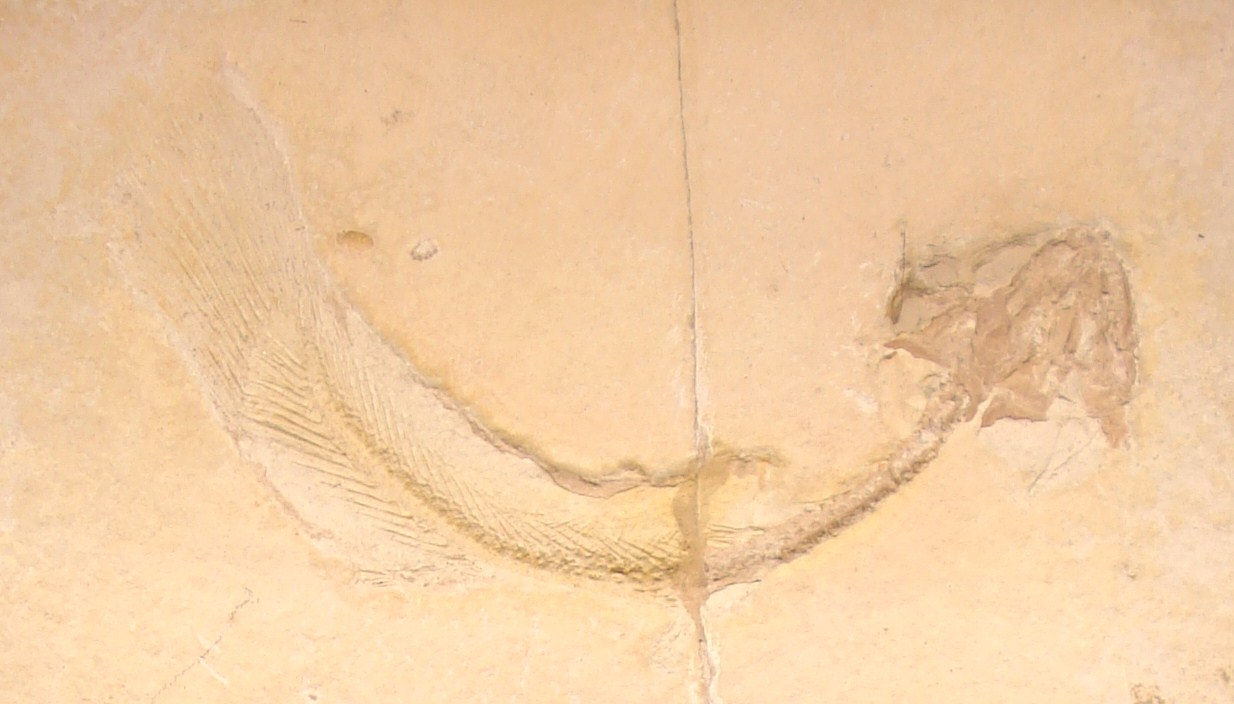
Fossile di Urocles polyspondylus (=Solnhofenamia elongata)

## Classificazione
Numerosi esemplari di questo animale sono stati ritrovati nei famosi giacimenti europei di Solnhofen (Germania) e Čerín (Francia), e sono stati attribuiti nel corso degli anni a varie specie note come Megalurus elongatus (descritto per la prima volta da Louis Agassiz nel 1839), Urocles altivelis, Urocles polyspondylus, Urocles elegantissimus. Solo uno studio dei pesci amiiformi operato da Grande e Bemis nel 1998 ha portato alla conclusione che queste specie erano in realtà da attribuire a una singola specie, Solnhofenamia elongata. 

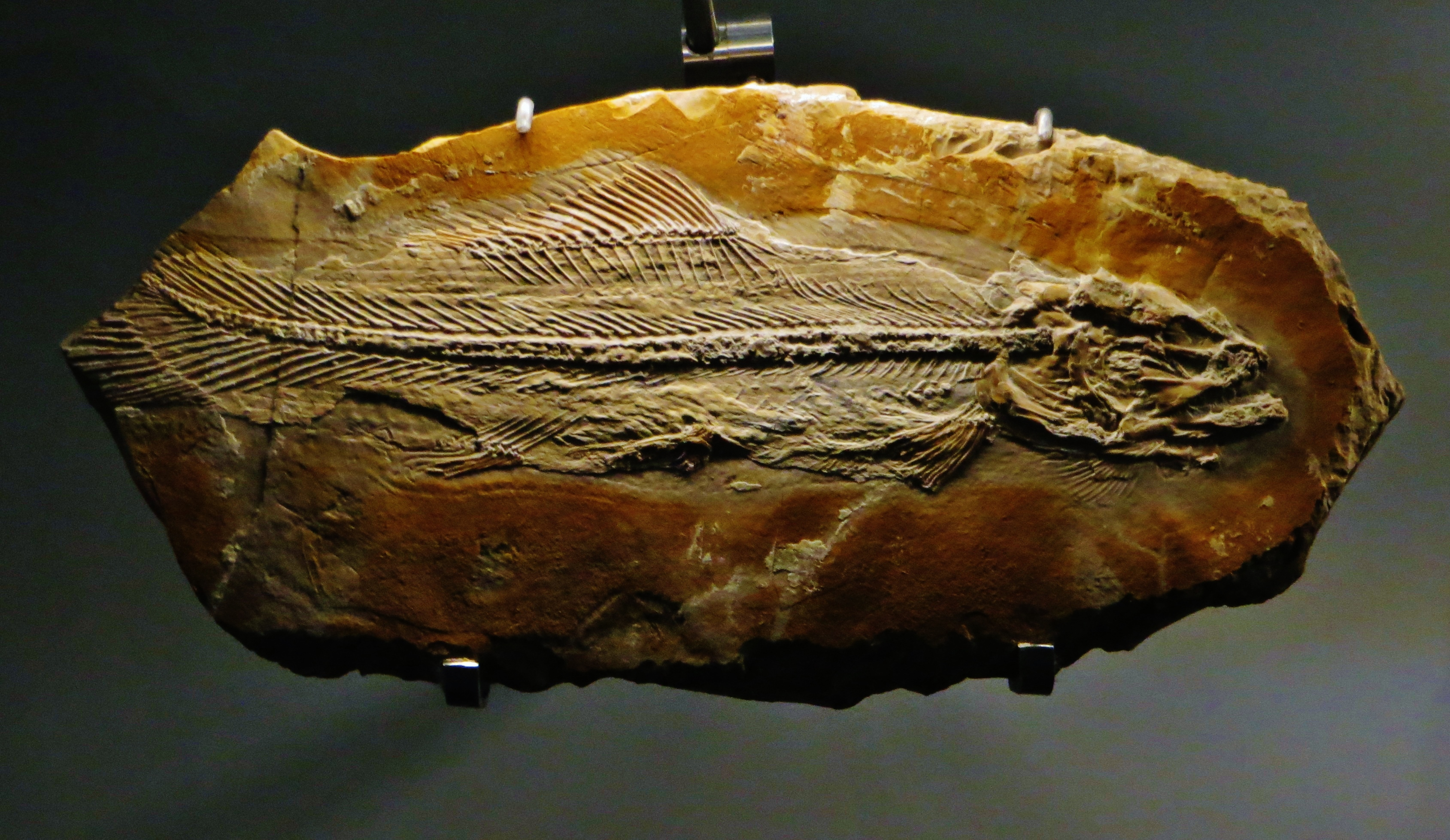
Fossile di Solnhofenamia elongata proveniente da Cerin

Questo pesce appartiene agli amiiformi, un gruppo di pesci vicini all'origine dei teleostei, rappresentati attualmente dalla sola Amia calva. Solnhofenamia, in particolare, è considerato il più antico rappresentante della famiglia Amiidae insieme ad Amiopsis, vissuto negli stessi luoghi. 

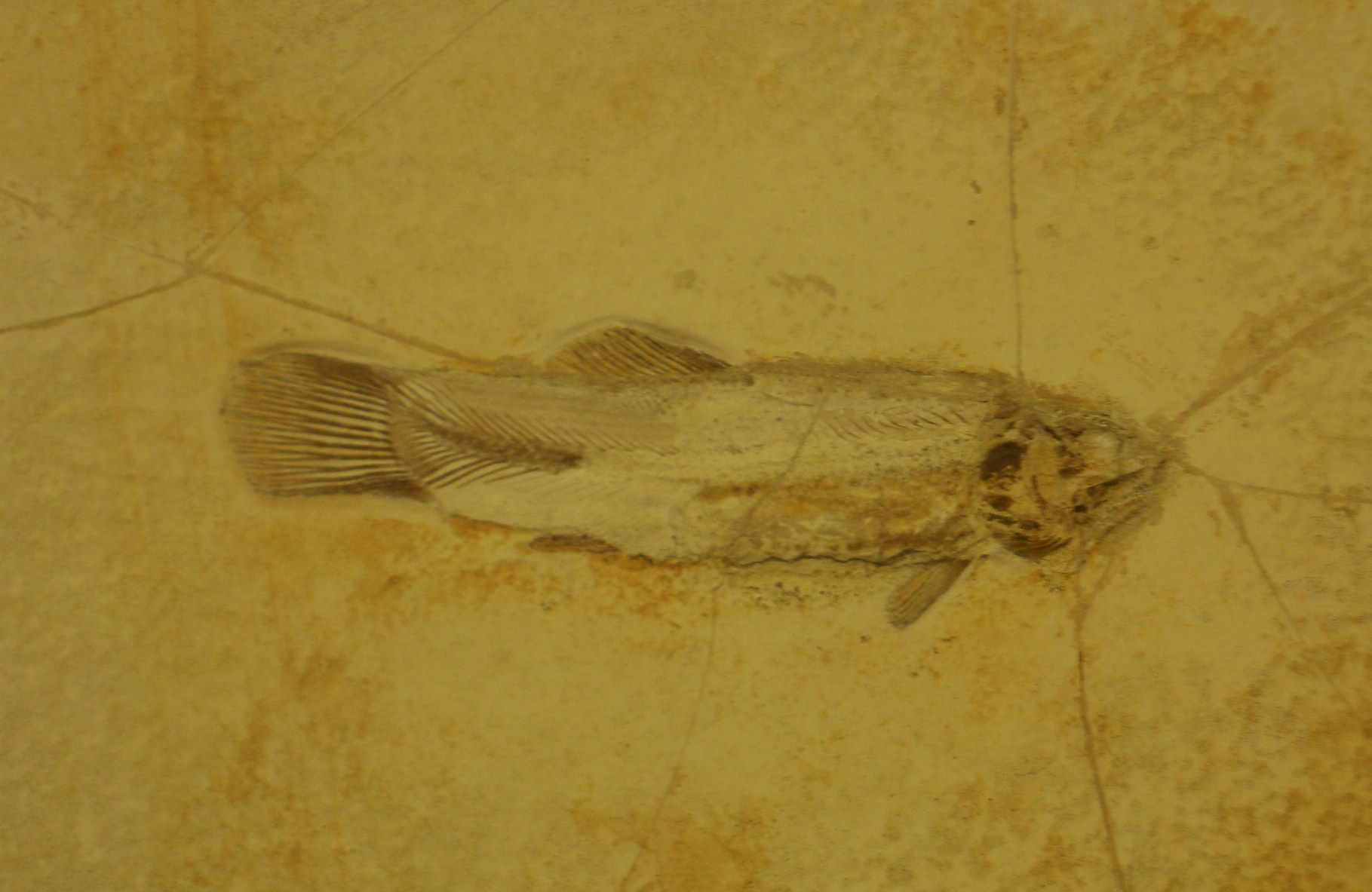
Fossile di Urocles altivelis (=Solnhofenamia elongata)

## Paleobiologia
Solnhofenamia, dotato di lunghi denti robusti e appuntiti, era un predatore che viveva in ambienti marini costieri e in lagune.

## Galleria d'immagini

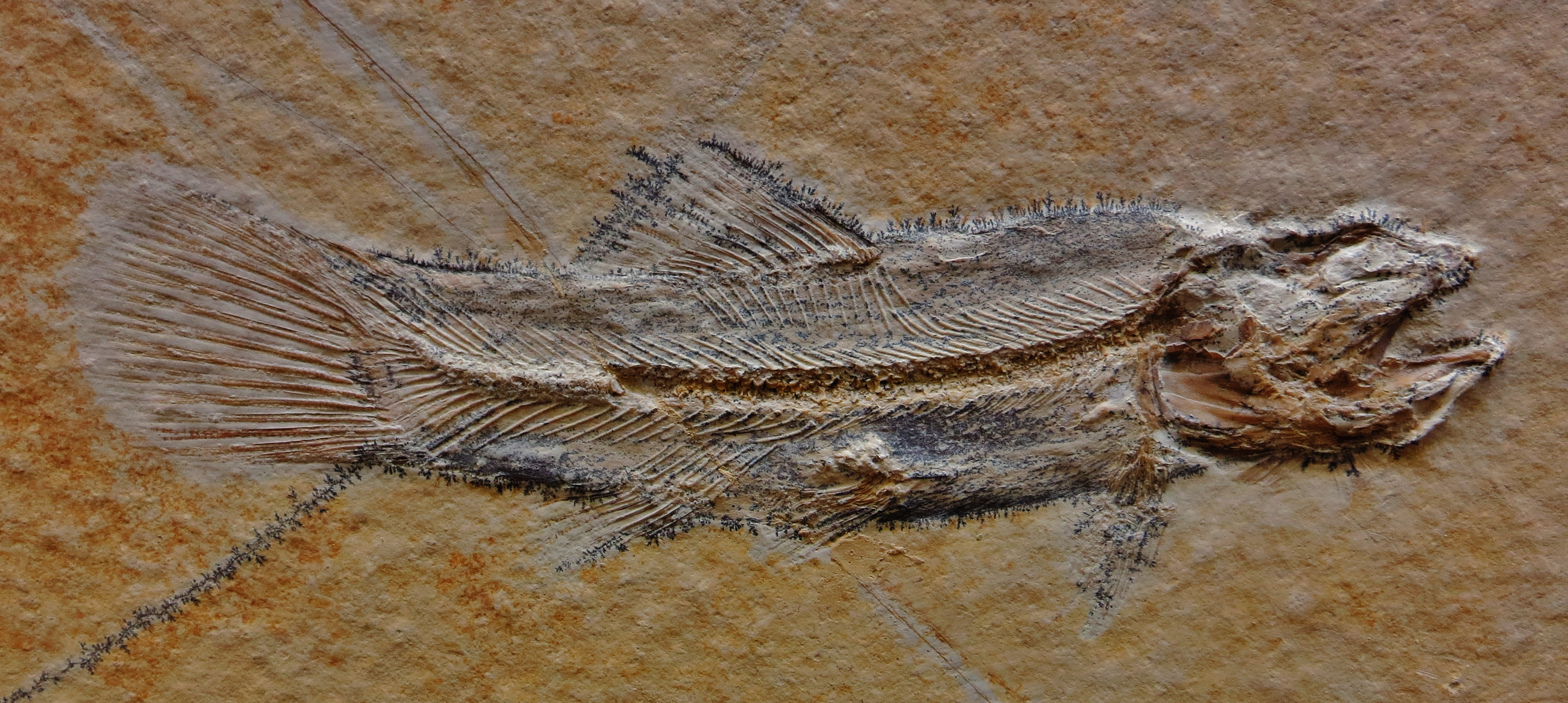
Fossile di Urocles elegantissimus (=Solnhofenamia elongata)
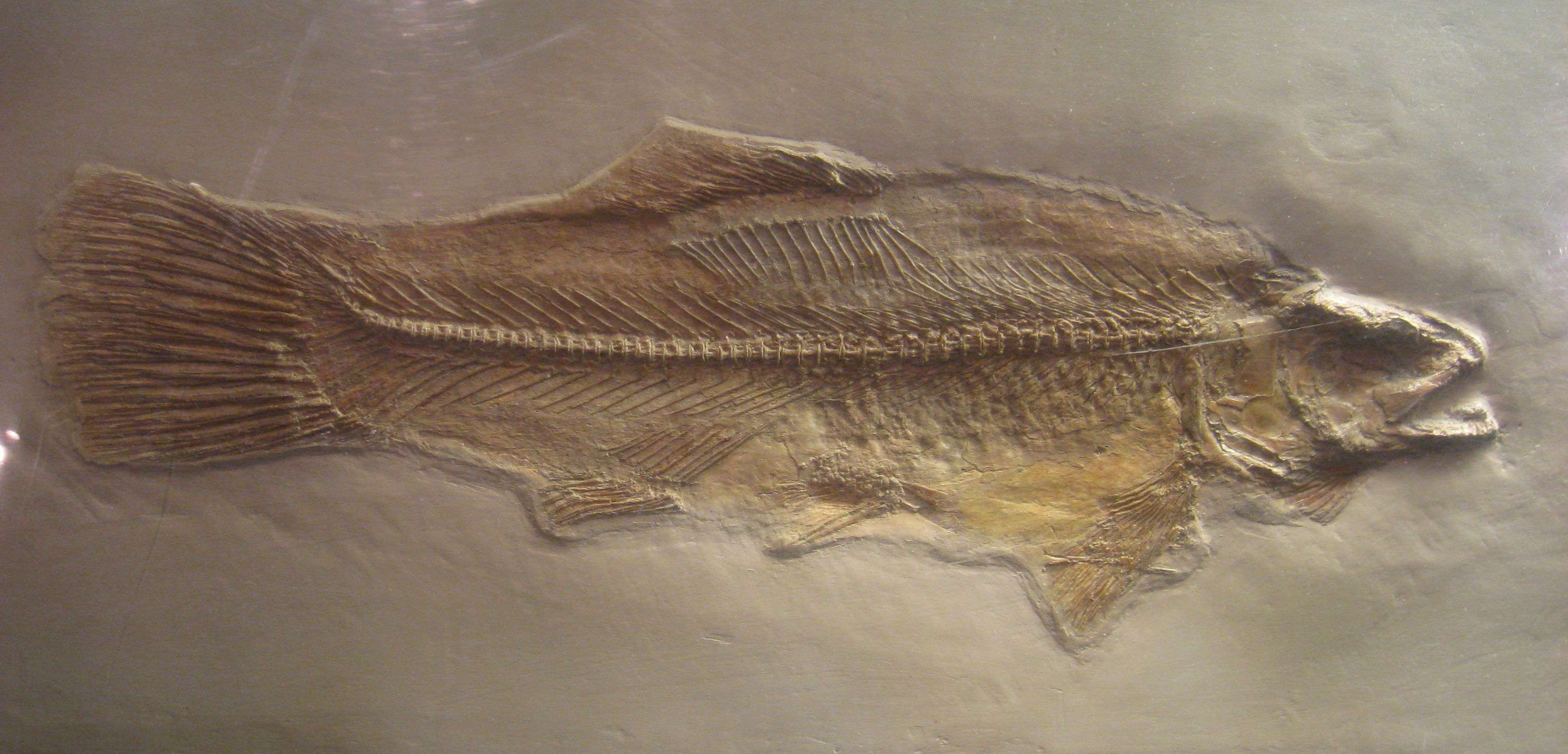
Fossile di Solnhofenamia elongata
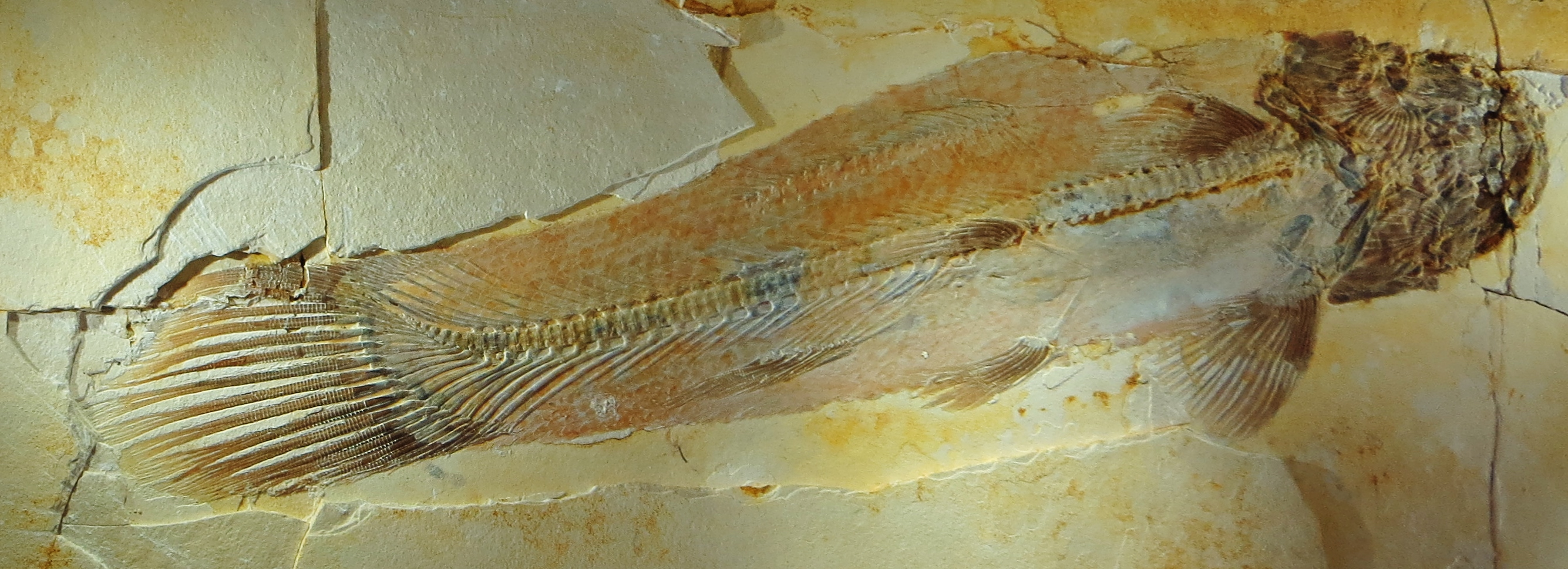
Fossile di Solnhofenamia elongata
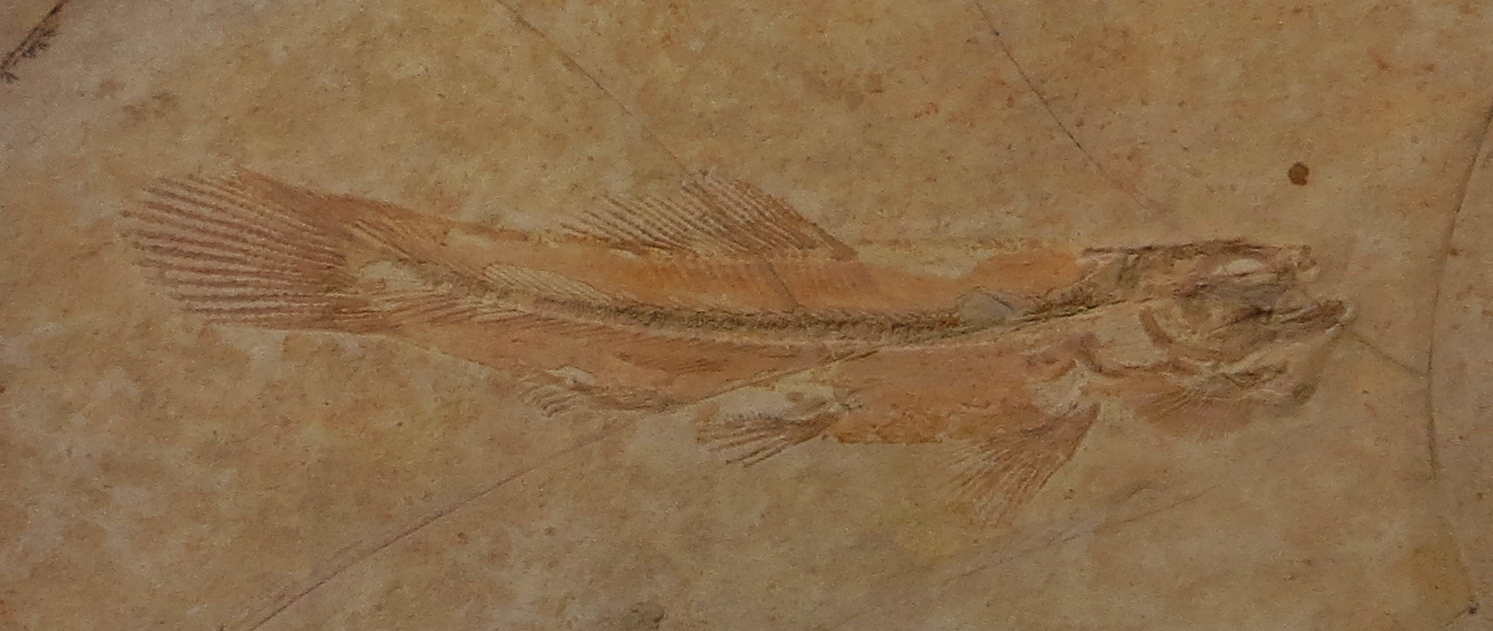
Fossile di Solnhofenamia elongata
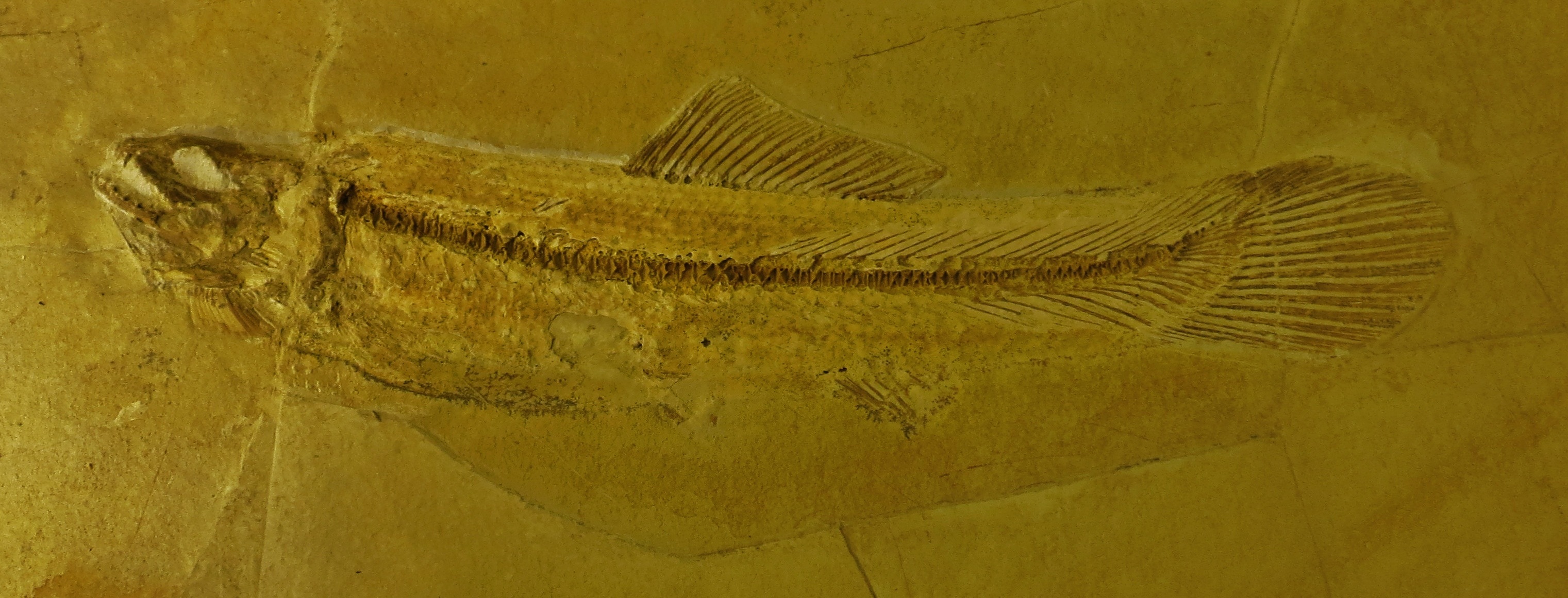
Fossile di Solnhofenamia elongata
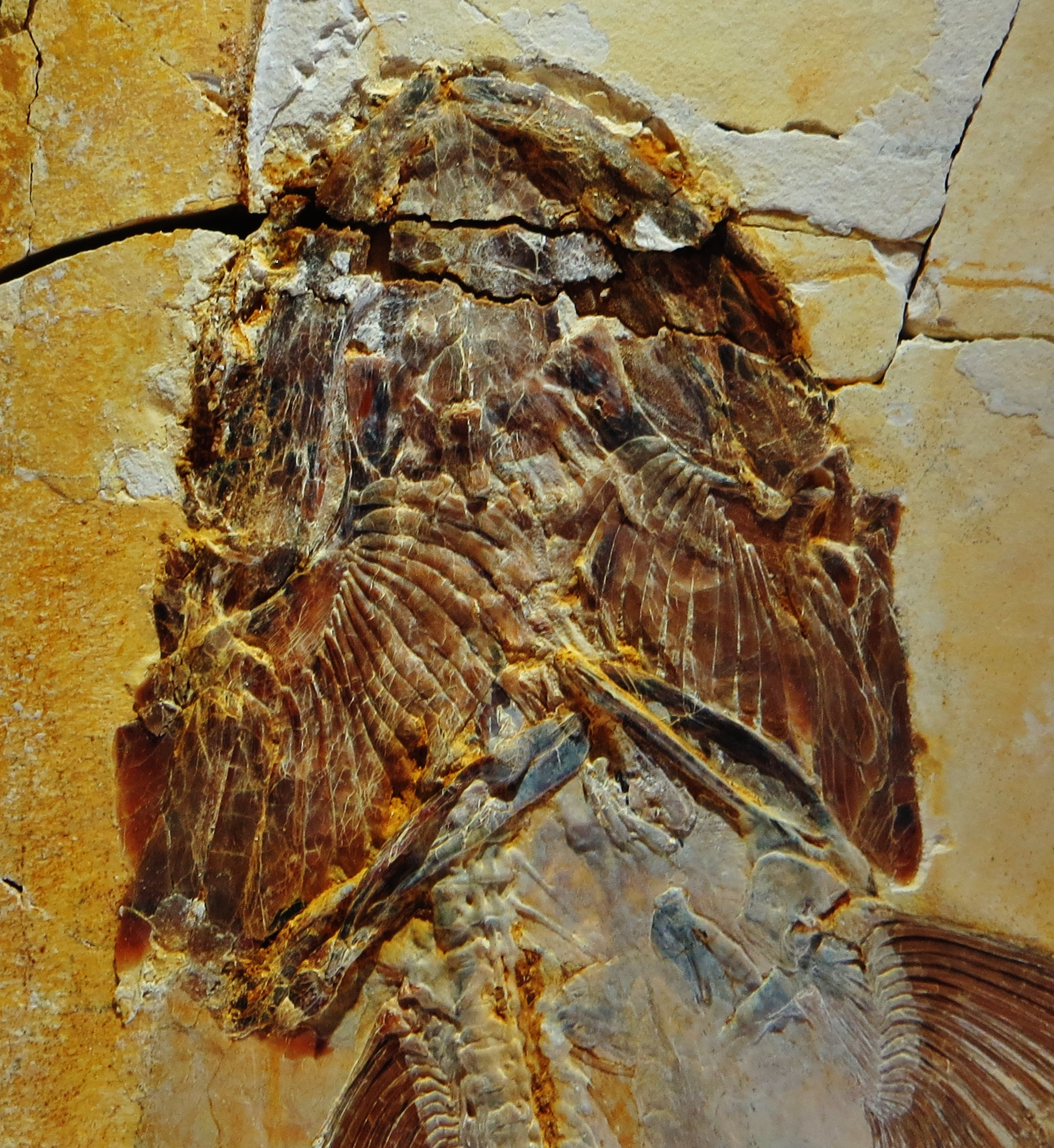
Fossile del cranio di Solnhofenamia elongata